# Luis Henrique (ur. 2001)
Luis Henrique Tomaz de Lima (ur. 14 grudnia 2001 w João Pessoa) – brazylijski piłkarz, występujący na pozycji skrzydłowego we włoskim klubie Inter Mediolan. W trakcie swojej kariery grał także w takich zespołach jak Botafogo oraz Olympique Marsylia.